# Казка як казка ...
«Казка як казка …» — радянський художній музичний фільм режисера Олега Бійми, знятий на студії «Укртелефільм» в 1978 році.

## Сюжет
Музична казка про Принцесу, яка в день свого 16-річчя отримує від Доброї феї особливий подарунок. При цьому Зла фея вирішує цьому будь-якою ціною перешкодити.

## У ролях

### У головних ролях
- Надія Смирнова —  Принцеса
- Андрій Градов —  Музикант
- Ніна Ільїна —  Добра фея
- Галина Логінова —  Зла фея
- Сергій Свєчніков —  оповідач

### У ролях
- Євген Мартинов —  Наречений-співак-романтик
- Василь Подбєрьозкін —  наречений-танцюрист
- Андрій Подубинський —  виконавець танго «Локони любові»
- Євген Паперний —  Наречений-франт
- Віктор Панченко —  танцюрист
- Олександр Толстих — епізод
- Олег Комаров — епізод
- Надія Чепрага — епізод
- Вокально-інструментальні ансамблі:
  - «Мальви»
  - «Вікторія»
  - «Кобза»
- Солісти балету Київського театру опери і балету імені Т. Шевченка, Київського театру музичної комедії, театру «Райдуга».

## Знімальна група
- Музика —  Володимира Бистрякова
- Тексти пісень —  Андрія Дмитрука
- Балетмейстер —  Василь Подбєрьозкін
- Пантоміма В. Мишньова
- У фільмі прозвучали твори:  Жака Бреля,  Ростислава Бабича, Євгена Доги,  Семена Заславського,  Євгена Мартинова, Б. Павловського, Т. Собка, В. Степанського, Олександра Яворика
  - На вірші поетів:  Якова Гальперіна, Н. Драгомирецького, В. Кудрявцева,  Іллі Рєзніка
- Естрадно-симфонічний оркестр Українського телебачення і радіо: диригент —  Ростислав Бабич
- Автор сценарію — С. Світлична
- Режисер —  Олег Бійма
- Оператор —  Олександр Мазепа
- Художник — Віктор Козяревич
- Художник по костюмах — І. Таранова
- Художник-гример — Н. Решетило
- Гример — Л. Гриценко
- Звукорежисер — Г. Чупак
- Монтаж — А. Гузик
- Редактор — О. Васильєв
- Директор фільму — Б. Гулян